# Boris Juraga
Boris Juraga ist ein US-amerikanischer Artdirector und Szenenbildner, der einen Oscar für das beste Szenenbild gewann.

## Leben
Juraga begann seine Laufbahn als Artdirector und Szenenbildner in der Filmwirtschaft 1959 bei dem Film La cento chilometri und arbeitete bis 1980 an der szenischen Ausstattung von zwölf Filmen mit.
1964 gewann er zusammen mit John DeCuir, Jack Martin Smith, Hilyard M. Brown, Herman A. Blumenthal, Elven Webb, Maurice Pelling, Walter M. Scott, Paul S. Fox und Ray Moyer den Oscar für das beste Szenenbild in einem Farbfilm, und zwar für den Monumentalfilm Cleopatra (1963) von Joseph L. Mankiewicz mit Elizabeth Taylor, Richard Burton und Rex Harrison in den Hauptrollen.

## Filmografie (Auswahl)
- 1959: La cento chilometri
- 1963: Cleopatra
- 1968: Candy
- 1969: Monte Carlo Rallye
- 1977: Orca – Der Killerwal

## Auszeichnungen
- 1964: Oscar für das beste Szenenbild in einem Farbfilm